# Thomas Scatcherd
Thomas Scatcherd (10 de noviembre de 1823 - 15 de abril de 1876) fue un abogado y político canadiense. Representó al distrito de Middlesex Norte como miembro liberal de la Cámara de los Comunes de Canadá entre 1867 y 1876.

## Biografía
Nació en Wyton, ubicada en el Condado de Middlesex, Alto Canadá en 1823. Su padre, John Scatcherd, representó a Middlesex Oeste en la Asamblea Legislativa de la Provincia de Canadá desde 1854 hasta 1858, año de su muerte. Contrajo matrimonio con Isabella Sprague, nieta de Elias Moore, quien representó a Middlesex en la Asamblea Legislativa durante las Rebeliones de 1837. Scatcherd estudió derecho en London y Toronto, iniciando su práctica en 1849. Ese mismo año se convirtió en abogado municipal de London. En 1861, fue elegido como miembro de la Asamblea Legislativa de Middlesex Oeste; fue reelecto en 1863. 
Scatcherd estuvo en contra de la Confederación ya que creía estaba estructurada para favorecer a Canadá del Este. Junto a George Brown se opusieron a un impuesto introducido en 1866 que buscaba extender los privilegios de colegios católicos en Canadá del Oeste, impuesto que a su vez fue propuesto en Canadá del Este por Alexander Tilloch Galt para los colegios protestantes; esto llevó a una abolición de ambos impuestos y la dimisión de Galt. 
Murió en Ottawa en 1876, antes de poder finalizar su cargo. Su hermano Robert Colin representó a Middlesex Norte entre 1876 y 1878.